# 彭惠貞
彭惠貞（1996年8月20日—），綽號央央，臺灣女子籃球運動員，場上位置為控球後衛，現效力於台電女籃。彭惠貞就讀國小時是排球隊成員，升上國中因為花蓮自強沒有排球校隊而改打籃球，國中畢業後進入普門高中就讀。2015年12月彭惠貞在佛光大學對上國立臺灣師範大學的UBA預賽中左膝十字韌帶斷裂、內側韌帶撕裂，最初彭惠貞打算讓傷勢自然癒合，但最終在2016年3月進入手術房。2018年彭惠貞的右膝在佛光盃開打前一次練習中扭傷而開刀。2019年7月彭惠貞在第一屆WSBL選秀第二輪獲得台電女籃青睞。

## 外部連結
- 彭惠貞在Eurobasket.com（球員）（英语）